# Des'ree
Desiree Annette Weekes, dite Des'ree (en anglais : [ˈdɛz(ə)reɪ]), née le 30 novembre 1968 à Croydon (Londres), est une chanteuse britannique.
Elle est connue pour sa discographie pop/soul dans les années 1990.

## Biographie
Desiree Weekes nait à Croydon, au sud de la banlieue de Londres, le jour de la fête nationale de sa Barbade originelle. À l'âge de 14 ans, après trois ans auprès de sa famille à la Barbade, elle décide de s'adonner à la musique.
En 1992, sa chanson Feel So High, issue de l'album Mind Adventures est un succès au Royaume-Uni, tandis que le hit You gotta be, extrait de l'album I ain't movin (1994) rencontrera un succès mondial.
En 1999, elle remporte le Brit Award de la meilleure chanteuse soliste féminine. En 2004, l'album Dream Soldier ne rencontra pas le succès escompté.
En 2019, elle sort le single Don't Be Afraid, extrait de l'album A Love Story.

## Discographie

### Albums
- 1992 : Mind Adventures
- 1994 : I Ain’t Movin’
- 1998 : Supernatural
- 2000 : Endangered Species (Compilation)
- 2004 : Dream Soldier
- 2019 : A Love Story

### Singles
- 1991 : Feel So High
- 1992 : Feel So High (réédition)
- 1992 : Mind Adventures
- 1992 : Why Should I Love You
- 1993 : Delicate (avec Terence Trent D'Arby)
- 1994 : You Gotta Be
- 1994 : I Ain't Movin
- 1994 : Little Child
- 1997 : Kissing You
- 1998 : Fire (avec Babyface)
- 1998 : Life
- 1998 : What's Your Sign?
- 1998 : Best days (seulement marché hispanique)
- 1998 : God only knows (seulement Japon)
- 2003 : It's Okay
- 2003 : Why?
- 2019 : Don't Be Afraid

## Distinctions
Des'ree a reçu de nombreux prix, parmi lesquels :
- Brit Awards 1999 : meilleure artiste féminine solo britannique
- Ivor Novello Award [Quand ?] pour l'écriture de You Gotta Be[4]
- World Music Award 1999 pour le titre Life[5]
- Urban Music Award [Quand ?][réf. nécessaire]
- BMI Award [Quand ?] pour le titre You Gotta Be, joué plus de 5 millions de fois aux États-Unis[6].

## Reprises
L'artiste français Christophe Willem reprend le titre Strong Enough de l'album I Ain't Movin' lors du casting toulousain du télé-crochet Nouvelle Star en 2005.
La chanson You Gotta Be a été reprise par Kimberly Kitson Mills, alors future chanteuse dans le groupe Kimberose, en tant que candidate de la Nouvelle Star en 2013.